# کارلیس لاسمانیس
کارلیس لاسمانیس (لتونیایی: Kārlis Lasmanis؛ زادهٔ ۸ آوریل ۱۹۹۴) بازیکن بسکتبال اهل لتونی است.
وی در مسابقات کشوری و بین‌المللی در مجموع برندهٔ ۲ مدال طلا، ۲ مدال نقره شده‌است.